# Длутув (гміна)
Гміна Длутув (пол. Gmina Dłutów) — сільська гміна у центральній Польщі. Належить до Паб'яницького повіту Лодзинського воєводства.
Станом на 31 грудня 2011 у гміні проживало 4339 осіб.

## Площа
Згідно з даними за 2007 рік площа гміни становила 100.47 км², у тому числі:
- орні землі: 55.00%
- ліси: 37.00%

Таким чином, площа гміни становить 20.47% площі повіту.

## Населення
Станом на 31 грудня 2011:
| Опис     | Загалом | Загалом | Чоловіки | Чоловіки | Жінки | Жінки |
| -------- | ------- | ------- | -------- | -------- | ----- | ----- |
| одиниця  | осіб    | %       | осіб     | %        | осіб  | %     |
| все      | 4339    | 100     | 2178     | 50.20    | 2161  | 49.80 |
| міське   | 0       | 100     | 0        |          | 0     |       |
| сільське | 4339    | 100     | 2178     | 50.20    | 2161  | 49.80 |

## Сусідні гміни
Гміна Длутув межує з такими гмінами: Ґрабиця, Добронь, Дружбиці, Зелюв, Паб'яниці, Тушин.